# タッブー
タッブー（ヒンディー語: तब्बू, 英語: Tabu, 1970年11月4日 - ）は、インドの女優。

## 来歴
アーンドラ・プラデーシュ州ハイデラバード出身。本名はタバッスム・ハーシュミー（Tabassum Hashmi）といい、彼女のファーストネームにちなんだ愛称がそのまま芸名としても用いられている。女優のシャバーナー・アーズミーはおば、ファラは姉。
15歳の時『Hum Naujawan（我ら若者）』で映画デビュー。
インドで多くの賞を受賞し、2007年にはハリウッド映画『その名にちなんで』に出演。『パイの物語』の映画版『ライフ・オブ・パイ/トラと漂流した227日』（2012年11月北米公開、2013年1月日本公開）では、ジータ・パテル（パイの母）役で出演した。

## 主な作品
- Vijaypath (1994)
- Prem (1995)
- Kadhal Desam (1996)
- Ninne Pelladatha (1996)
- Maachis (1996)
- Virasat (1997)
- Hu Tu Tu (1999)
- Astitva (2000)
- Chandni Bar (2001)
- その名にちなんで The Namesake (2006)
- Cheeni Kum (2007)
- ライフ・オブ・パイ/トラと漂流した227日 Life of Pi (2012)
- ビジョン Drishyam (2015)
- SANJU サンジュ Sanju (2018)
- 盲目のメロディ〜インド式殺人狂騒曲〜 Andhadhun (2018)
- ヴァイクンタプラムにて Ala Vaikunthapurramloo (2020)
- 諜報 Khufiya (2023)